# Mesorhaga nayaritensis
Mesorhaga nayaritensis är en tvåvingeart som beskrevs av Daniel J. Bickel 2007. Mesorhaga nayaritensis ingår i släktet Mesorhaga och familjen styltflugor. Inga underarter finns listade i Catalogue of Life.